# Proso zwyczajne
Proso zwyczajne, proso właściwe (Panicum miliaceum L.) – gatunek samopylnej rośliny jednorocznej z rodziny wiechlinowatych (Poaceae).

## Zasięg geograficzny
Rośnie dziko w Azji, południowej Afryce, Australii, Meksyku i na Hawajach. Uprawia się ją w wielu krajach świata, głównie w Chinach, Japonii, Bhutanie i RPA. W Polsce występuje rzadko. Jest efemerofitem.

## Morfologia

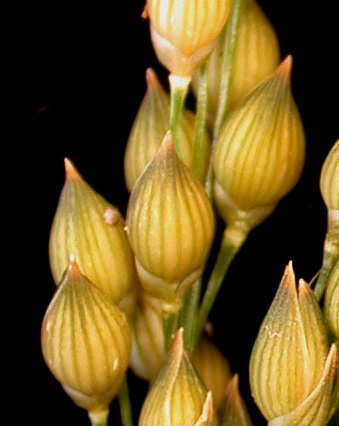
Kłoski

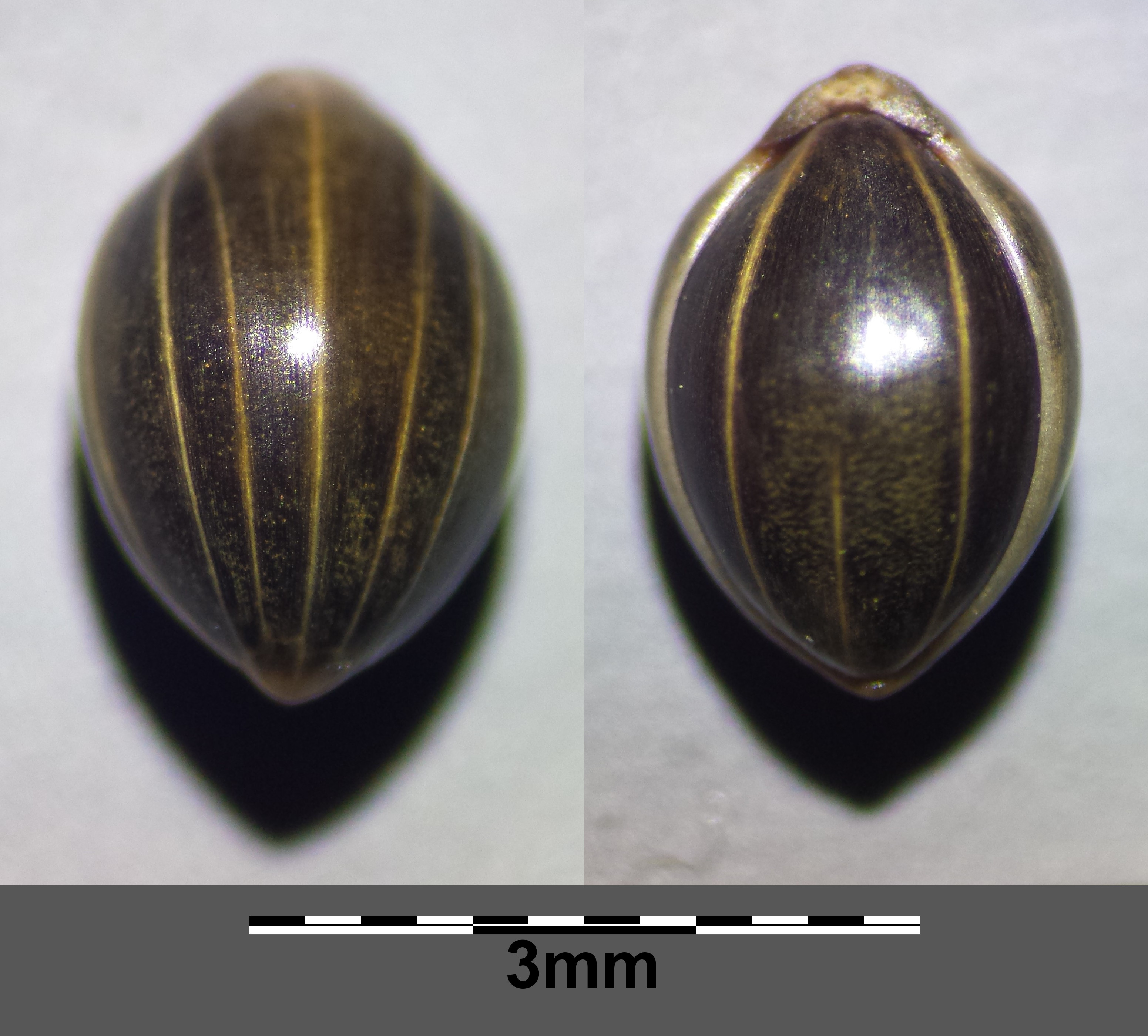
Ziarniak

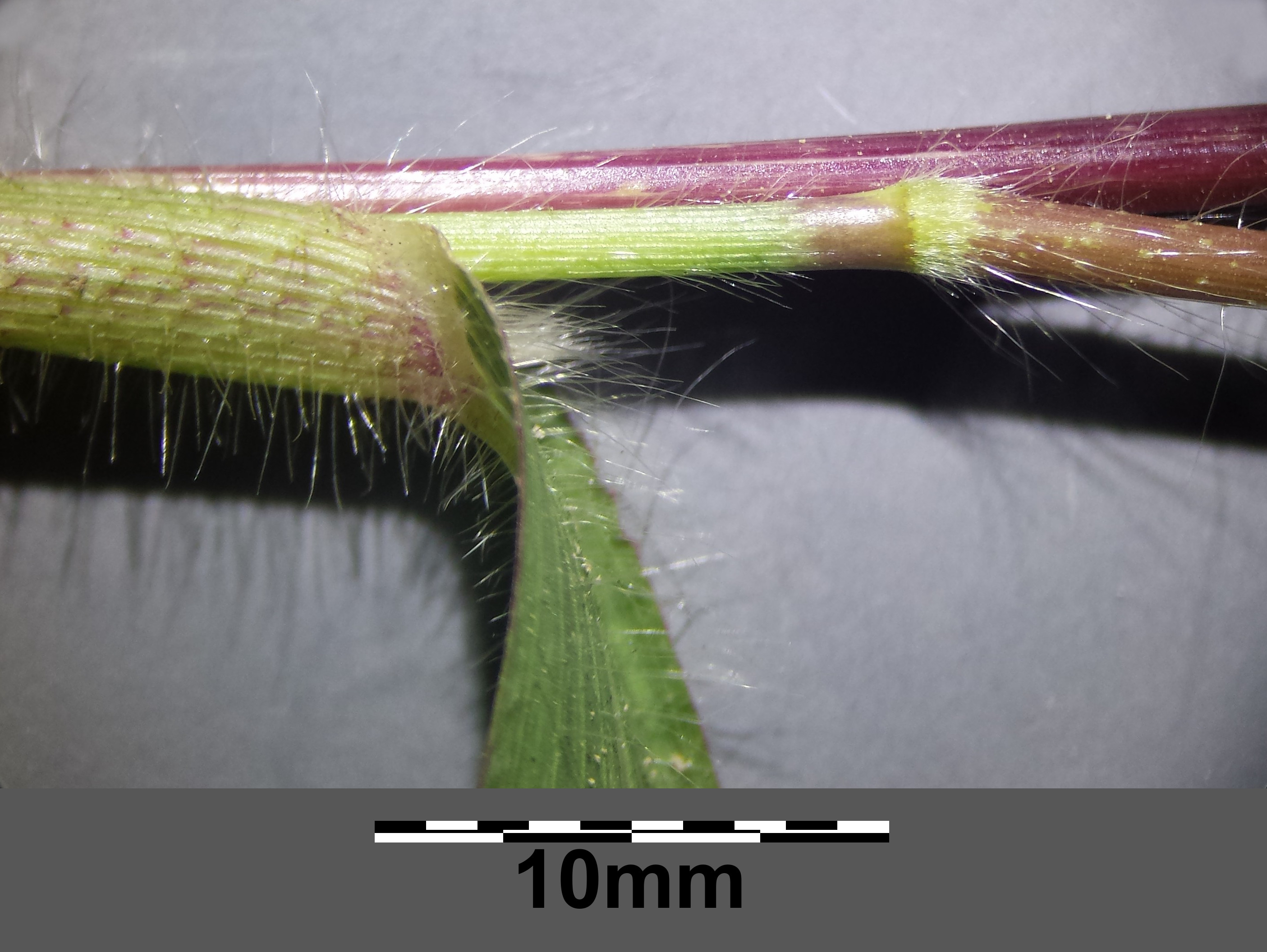
Fragment pędu

PokrójPosiada dobrze wykształcone korzenie, których długość może dochodzić do 1 m. Rośnie w luźnych kępach z których może wyrastać do pięciu pędów generatywnych.
ŁodygaProsta lub lekko wygięta u podstawy. Sztywne, grube, owłosione źdźbła o wysokości od 80 do 150 cm, zrośnięte u podstawy. W okresie kwitnienia brak pędów płonych.
LiścieOsiągają długość do 25 cm i szerokość do 2 cm. Są płaskie, gładkie lub szorstko owłosione. Mają jasnozielony kolor z licznymi, niewyraźnymi bruzdkami i wyraźnym białym paskiem pośrodku. Ich języczek jest bardzo krótki, często zastąpiony drobnymi włoskami. Pochwy liściowe otwarte w dolnej części, pokryte długimi, delikatnymi włoskami wyrastającymi z niewielkich brodawek.
KwiatyZebrane w wiechę właściwą o długości dochodzącej do 35 cm. Kwiatostan jest najpierw skupiony, później rozpierzchły, z szorstkimi, długimi do 15 cm gałązkami. Kłoski dwukwiatowe o długości 4–5,5 mm. Każdy zawiera jeden kwiat płodny i jeden płonny – czasem szczątkowy. Słupek ma purpurowe znamiona. Plewy zaostrzone i często fioletowo nabiegłe, wielonerwowe – dolna trzy, a górna pięcio.
OwoceBiaławe ziarniaki zamknięte w twardych, skórzastych, bezostnych plewkach o długości do 3 mm, które po dojrzeniu ziarniaków łatwo wypadają razem z nimi z plew. Plewki mają różnorodne zabarwienie – białe, żółte, siwe, czerwone, a nawet czarne. Plewki dolne kwiatu płodnego są podobne do plew – skórzasto-błoniaste i o podobnej długości. Mają 5 nerwów, są mocno wysklepione z 6-8 długimi, żółtymi liniami. Plewki górne tego kwiatu są błoniaste i spiczasto zakończone. Mają 2 nerwy i 3-4 żółte linie. Zarodek jest równy co najmniej 1/3 długości ziarniaka.

## Właściwości biologiczne
Trawa jednoroczna. Gatunek dnia krótkiego. Minimalna temperatura niezbędna do wzrostu wynosi 8-10 stopni Celsjusza. Okres wegetacji trwa 80–100 dni. Proso zwyczajne kwitnie w okresie lipca-sierpnia. Jest rośliną samopylną. Wyróżnia się dużą plennością, z jednej wiechy uzyskuje się około 3000 ziarniaków. Proso jest bardzo odporne nawet na długotrwałe susze dzięki dobrze rozwiniętym korzeniom, które mogą pobierać wodę z głębszych warstw gleby.

## Cechy fitochemiczne
Odznacza się niewielką zawartością chlorofilu (ok. 489 mg%), średnią karotenu (ok. 38 mg%) oraz dużą krzemionki. W kwiatostanach mogą występować barwniki antocyjanowe. Ma predyspozycje do gromadzenia azotu azotanowego. Ziarniaki prosa zawierają około 10,3% białka ogólnego, 4,5% tłuszczu surowego, 59% skrobi i 8,7% włókna surowego.

## Wymagania siedliskowe
Jest trawą uprawną. Preferuje suchsze stanowiska. Rozwojowi roślin sprzyjają gleby żyzne, zasobne w próchnicę.

## Historia uprawy

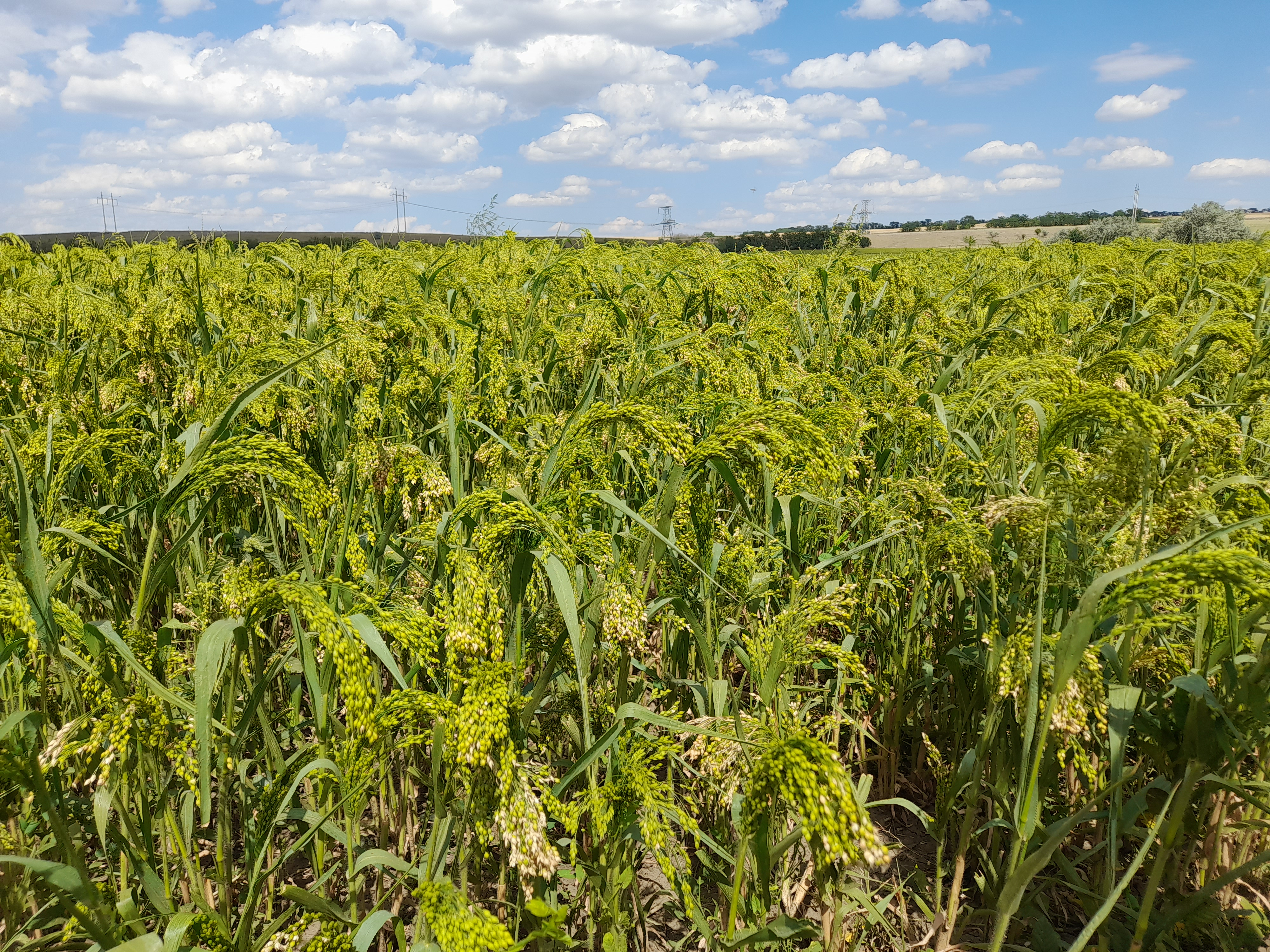
Uprawa polowa prosa

Jest jedną z najdawniej uprawianych roślin. Najstarsze pozostałości tej rośliny w osadach ludzkich odkryto w Chinach i pochodzą z okresu 8,5-7 tysięcy lat p.n.e. Miejsc, w których zaczęto uprawiać proso mogło być jednak więcej. Na Bliskim Wschodzie najstarsze znaleziska prosa pochodzą z 900–500 lat p.n.e. W Starożytnym Egipcie prawdopodobnie było nieznane, w każdym razie brak jego znalezisk i jakichkolwiek wzmianek o uprawie. Proso do Europy dotarło w II tysiącleciu p.n.e. na co wskazują datowania radiowęglowe zwęglonych ziaren pochodzących z wykopalisk archeologicznych. W Europie było kiedyś powszechnie uprawiane, później straciło na znaczeniu, ostatnio znów staje się popularne i powierzchnia jego uprawy wzrosła, jest dotowana z funduszy Unii Europejskiej. W Polsce w 2008 r. uprawiano je na powierzchni 6037 ha.

## Zastosowanie
- Uprawiane jest głównie na kaszę, zwaną kaszą jaglaną lub jagłami, Otrzymuje się ją z ziarniaków[16]. Zawiera nieco mniej składników odżywczych niż inne zboża, ale nie zawiera glutenu, przez co nadaje się jako składnik diety bezglutenowej. Jest też łatwiej strawna niż inne kasze[17]. Kasza zawiera 10–14% białka, sole mineralne (fosfor, wapń, cynk, jod, potas, sód, magnez, brom) i dwukrotnie więcej niż żyto i pszenica witaminy B1 i B2[18].
- Z ziarna robi się także mąkę używana jako dodatek do kleików i niektórych rodzajów pieczywa. Nie zawiera glutenu[19].
- Ziarniaki prosa są dodawane do gulaszy, warzyw, słodkich ziemniaków[19].
- Ma duże zastosowanie w żywieniu zwierząt, a zwłaszcza ptactwa, jak drób czy ptaki egzotyczne[17].
- Zboże to można też wykorzystać do produkcji skrobi i cukru gronowego[17].
- W Chinach, Afryce i Nepalu proso jest wykorzystywane do warzenia piwa oraz pędzenia alkoholi[19].

## Udział w kulturze
W Biblii proso wymienione jest dwa razy. W Księdze Ezechiela (4,9) jest werset: „Weź sobie pszenicy i jęczmienia, bobu i soczewicy, prosa i orkiszu”. W Księdze Izajasza (28:25): „Czy po wyrównaniu jej powierzchni nie rozrzuca czarnuszki i nie rozsypuje kminu, i czy w wyznaczone miejsce nie rzuca pszenicy, prosa i jęczmienia, a także orkiszu jako swej granicy?”. Jako proso przetłumaczono występujące w oryginale hebrajskim słowo dōḥan.
W powieści Potop Henryka Sienkiewicza żołnierze Andrzeja Kmicica jedzą kaszę jaglaną z prosa: "A tymczasem żołnierze złożyli śpiącego pana Andrzeja na tapczanie - po czym sami zasiedli do wieczerzy i jedli chciwie duszone mięsiwo wraz z bigosem, którego obszerny sagan znalazł się na kominie. Były także i jagły, a w komorze, przy izbie, znalazł Soroka spory gąsiorek gorzałki."
W Bukiecie pieśni światowych wydanym w 1901 roku, autorstwa Józefa Chociszewskiego, znajduje się tekst piosenki rozpoczynającej się od słów: "Siałem proso na zagonie, nie mógłem go żąć, Pokochałem lube dziewczę, nie mógłem go wziąć".
W polskiej piosence ludowej Uciekła mi przepióreczka, przepióreczka ucieka w proso.